# Asteroid Terrestrial-impact Last Alert System
L'Asteroid Terrestrial-impact Last Alert System, in sigla ATLAS, è un programma astronomico di ricerca di asteroidi.
Scopo del programma è di scoprire in anticipo la maggior parte, possibilmente la totalità, degli asteroidi al di sotto di 1 chilometro di diametro, che potrebbero entrare in collisione con la Terra. Il programma dovrebbe fornire un preavviso di 24 ore per oggetti in grado di sprigionare un'energia di almeno 30 kt (chilotoni), di una settimana per oggetti in grado di sprigionare 5 Mt (megatoni) e di tre settimane per oggetti in grado di sprigionare 100 megatoni.

## Stazioni e telescopi usati
Il programma si basa su due stazioni osservative poste a circa 150 km di distanza, ATLAS 1 (codice IAU T05) posta sulla cima del Haleakalā (isola di Maui) e ATLAS 2 (codice IAU T08) posta sul Mauna Loa (isola di Hawaii). Le due stazioni utilizzano otto telescopi muniti di camere da 100 megapixel.
I telescopi usati sono dei Wright Schmidt (una variante dei telescopi Schmidt) con 0,5 metri di diametro e f/2 di apertura muniti di CCD con 10560×10560 pixel, ogni immagine copre una superficie di 5,4° x 5,4°. Ogni telescopio riprende 250 campi ogni notte con pose di 30 secondi.

## Osservazioni
I telescopi del programma osservano 100.000 gradi quadrati fino alla 20a, quattro/cinque volte per notte.
Le previsioni al momento dell'ideazione del programma erano di scoprire 1.000 NEO all'anno, oltre a risultati accessori come le curve di luce di tutte le stelle fino alla 19ª, la scoperta di 10.000 supernove all'anno, la ricerca di transiti planetari su nane bianche, monitoraggio di 40 milioni di galassie, AGN e buchi neri, 23 microlensing di stelle fino alla 18ª e 58 di stelle fino alla 19ª e onde gravitazionali.
Alla prova dei fatti il programma sta compiendo con successo il lavoro per cui è stato ideato e realizzato, la scoperta di asteroidi. Tra gli obiettivi secondari del programma ci sono le controparti ottiche delle onde gravitazionali, delle fusioni tra buchi neri binari e le code ottiche dei GRB.
Nei primi due anni di funzionamento ha scoperto e registrato le curve di luce di 5 milioni di stelle variabili osservando centinaia di volte 140 milioni di stelle. Queste stelle variabili sono state scoperte fino ad oltre la +18a, per oggetti luminosi sono state rilevate variazioni di luminosità di sole 0,02 magnitudini.

## Scoperte
Nel corso dello svolgimento del suo programma ATLAS oltre alla scoperta di asteroidi per cui è stato istituito ha scoperto, al 24 dicembre 2018, 241 NEO di cui 24 PHA. Tra di essi è da segnalare il contributo alla definizione dell'orbita di 2018 LA, un piccolo asteroide di alcuni metri di diametro, caduto qualche ora dopo sulla Terra come meteorite nel Botswana. Inoltre la sua attività ha avuto come sottoprodotto anche la scoperta di altri tipi di oggetti come 2672 supernove, sempre al 24 dicembre 2018, e diciassette comete, al 15 aprile 2020. l'1 luglio 2025 ATLAS scopre la cometa interstellare 3I/ATLAS.
Le comete scoperte da ATLAS sono:
| Denominazione   | Data della scoperta | Fonti  | Coscopritori |
| --------------- | ------------------- | ------ | ------------ |
| C/2015 X7 ATLAS | 12 dicembre 2015    | [ 9 ]  | -            |
| P/2017 D3 ATLAS | 23 febbraio 2017    | [ 10 ] | -            |
| C/2017 K4 ATLAS | 26 maggio 2017      | [ 11 ] | -            |
| C/2017 M4 ATLAS | 16 giugno 2017      | [ 12 ] | -            |
| 427P/ATLAS      | 11 settembre 2017   | [ 13 ] | -            |
| C/2017 T3 ATLAS | 14 ottobre 2017     | [ 14 ] | -            |
| C/2018 A3 ATLAS | 10 gennaio 2018     | [ 15 ] | -            |
| C/2018 E1 ATLAS | 10 marzo 2018       | [ 16 ] | -            |
| C/2018 L2 ATLAS | 4 giugno 2018       | [ 17 ] | -            |
| C/2018 O1 ATLAS | 15 luglio 2018      | [ 18 ] | -            |
| C/2018 V2 ATLAS | 18 ottobre 2018     | [ 19 ] | -            |
| P/2019 A2 ATLAS | 4 gennaio 2019      | [ 20 ] | -            |
| C/2019 F2 ATLAS | 26 febbraio 2019    | [ 21 ] | -            |
| P/2019 M2 ATLAS | 29 giugno 2019      | [ 22 ] | -            |
| C/2019 T5 ATLAS | 8 ottobre 2019      | [ 23 ] | -            |
| C/2019 Y1 ATLAS | 16 dicembre 2019    | [ 24 ] | -            |
| C/2019 Y4 ATLAS | 28 dicembre 2019    | [ 25 ] | -            |
| C/2024 G3 ATLAS | 5 aprile 2024       | [ 26 ] | -            |
| C/2024 S1 ATLAS | 27 settembre 2024   | [ 27 ] | -            |
| 3I/ATLAS        | 1 luglio 2025       | [ 28 ] |              |